# Terremoto en Kirguistán de 2008
El terremoto en Kirguistán de 2008 ocurrió el 5 de octubre de 2008, a las 21:52 hora local (15:52 UTC), con una magnitud 6,6, causando al menos 75 muertos, incluyendo a 41 niños; y 150 heridos, incluyendo a 93 niños. El epicentro del terremoto estuvo cerca de la ciudad de Nura, en la provincia sureña de Osh y cercana con la frontera con China, en donde causó la destrucción de 100 edificios y hubo daños mínimos en la Región Autónoma de Xinjiang Uygur. El movimiento telúrico fue sentido en gran parte de Asia Central. Le sucedieron una réplica de magnitud 5,7 en Xinjiang y una réplica de magnitud 5,1 en Kirguistán. Las víctimas fueron transportadas en helicópteros militares a hospitales en  la ciudad de Osh.
El Ministerio de Emergencia de Kirguistán declaró que pocos edificios se mantuvieron de pie en el pueblo: “Casi todos los edificios en la villa se destruyeron. Los únicos edificios que se mantuvieron fueron aquellos que se construyeron recientemente: la escuela y una clínica.” Kanatbke Abdrakhmatov, jefe del Instituto de Sismología, atribuyó que la principal razón de la destrucción es la construcción deficiente de los edificios, muchos de ellos construidos de arcilla y paja.
Los afectados recibieron un pago de 5.000 soms (136 dólares) y 3 toneladas de carbón, y los familiares de los muertos recibirían 50 kg de harina. 200 personas que deseaban permanecer en Nura le fueron dados con 100 tiendas de campañas para seis personas. 100 casas móviles se transportarán a Nura, y el pueblo será reconstruido en el verano de 2009, y tal vez esté terminado en agosto de 2009. Uzbekistán se comprometió a dar 200.000 dólares en ayuda humanitaria, incluyendo 120 toneladas de cemento, así como otros materiales de construcción.
En Kirguistán, el día 7 de octubre fue declarado día de duelo oficial.